# Phyllosticta owaniana
Phyllosticta owaniana är en svampart som beskrevs av Georg Winter 1885. Phyllosticta owaniana ingår i släktet Phyllosticta och familjen Botryosphaeriaceae.   Inga underarter finns listade i Catalogue of Life.